# Чёрные Земли (пустыня)
Чёрные Земли — антропогенная пустыня на юге Европейской части России, расположена на западе Прикаспийской низменности между возвышенностью Ергени и низовьем Волги. Регион Чёрные Земли относится к полупустынной зоне Прикаспийской провинции и пустынной Арало-Каспийской провинции примерно равными частями и занимает площадь 3,5 млн га, в границах Республики Калмыкия, что составляет 47,3 % территории республики. Название дано из-за отсутствия зимой сплошного снежного покрова и обилия растения с тёмными веточками — чёрной полыни.

## География
Граница Черных земель на юго-востоке омывается Каспийским морем, на юге проходит вдоль Кумо-Манычской впадины, на западе вдоль восточных отрогов Ергенинской возвышенности к северу до средней части Ергеней, поворачивает на северо-восток и на стыке с Сарпинской низменностью протягивается до правобережья Волги, спускаясь на северо-востоке к волжской дельте и Каспию. В административно-территориальном отношении Чёрные Земли охватывают юго-восточную часть Республики Калмыкия и южное правобережье Астраханской области.

## Климат
Климат — резко континентальный с жарким сухим летом и малоснежной, часто холодной зимой. Насчитывается до 280 солнечных дней в году. Преобладают ветры восточного направления с пыльными бурями продолжительностью до 40 дней в году. Испарения в несколько раз превышают количество осадков, которые выпадают в основном весной и в начале лета (около 250 мм в полупустыне и менее 200 мм в пустыне). Поэтому период расцвета жизни недолог — с апреля по июнь. Зимой морозы часто сопровождаются сильными ветрами, которые сдувают снег с почвы.

## Почвы
Поверхность территории слабо задернована, так как почвенный покров начал формироваться лишь в последние тысячелетия после очередной трансгрессии Каспия (на рубеже 5—4 тыс. лет от наших дней). Преобладают бурые почвы, широко распространены пески и солончаки. Материковые почвообразующие породы представлены песком и глинами.
На ровной на вид территории имеются многочисленные повышения и понижения. Они едва достигают нескольких сантиметров в высоту и глубину, но этого достаточно для заметных различий в увлажнении. Во время дождей или таяния снега вода быстро скапливается в понижениях. Почва в них не только пропитывается на большую глубину и запасает влагу, но и освобождается от солей. Почва в понижениях во многом похожа на степную: она более темная от гумуса и более плодородная. На повышениях грунт увлажняется слабо, вода быстро испаряется, и из глубины к поверхности подтягиваются растворы солей. На таких участках плохо себя чувствует даже чёрная полынь. Чаще они покрыты специфическим слоем почвы — корковым солонцом.

## Процессы опустынивания
Антропогенная пустыня образовалась в условиях остро засушливого климата и неурегулированного выпаса скота, а также распашки песчаных земель.
Ветровая эрозия привела к развеиванию и уносу верхнего плодородного слоя почв (пыльные бури) и движению песков. По данным почвенно-геоботанических обследований в 1956—1959 годах на Чёрных Землях процессами опустынивания было охвачено 3,5 %, в 1971—1972 годах — 37,2 %, а в 1984—1986 годах — 94,6 % территории. Площадь развеваемых песков в регионе достигла к этому времени 600 тыс. га, а ежегодная скорость нарастания очагов опустынивания составила в среднем 40—50 тыс. га в год.
В 1989 году Правительством РСФСР была разработана и утверждена Генеральная схема по борьбе с опустыниванием, которая из-за недофинансирования была выполнена лишь на 32 %. Проведение фитомелиоративных работ позволило сократить площадь открытых песков к 1995 году до 240 тыс. га и остановить их лавинообразное наступление.
Наименьшую площадь за период с 1978 по 2018 гг. подвижные пески занимали в 2002 г. — 160 км².
Тем не менее, социально-экологическая обстановка в регионе продолжает оставаться сложной. Из-за восстановления поголовья скота площадь, занимаемая песками после 2002 г. снова начала расти и превысило в 2018 г. 600 км². Создавшаяся экологическая ситуация в регионе Черных Земель и отсутствие средств на восстановление нормальной среды обитания явилось причиной исчезновения 25 населенных пунктов.

## Животный и растительный мир
Растительность типична для полупустынных и пустынных зон — здесь царят полынь и эфемероиды — многолетние травы, которые быстро увядают, но сохраняют в земле свои органы (клубни, луковицы и т. д.): ковыль, типчак, житняк и др. Есть и растения — эфемеры, которые весь цикл своего развития от рождения до смерти успевают пройти за два-три месяца. Например, мятлик луковичный. На песчаных участках легко уживаются растения с длинными корнями, например волоснец — мощный, в рост человека, злак.
В животном мире среди млекопитающих преобладают грызуны (суслики и тушканчики, полевые мыши, хомяки), составляющие основной рацион хищников: волков, лис-корсаков, шакалов; сохранились степные антилопы — сайги, на юге — кабаны; из птиц типичны орлы, вороны, сороки, жаворонки, серые журавли, утки, гуси и др. Много пресмыкающихся.
На части территории Чёрных земель организован заповедник «Чёрные земли».

## Морфология
Чёрные Земли в геоморфологическом отношении одна из самых молодых ландшафтных областей Восточно-Европейской равнины. В формировании современного облика территории определяющую роль сыграли многочисленные трансгрессии (поднятия) и регрессии (понижения) Каспийского моря: особенно Хвалынская трансгрессия и самая поздняя из крупных — Новокаспийская. В настоящее время Чёрные Земли представляют собой плоскую аккумулятивную равнину, сохранившую грядово-волнистый рельеф осушенного дна моря с незначительными колебаниями высот (2—4 м) за исключением участка бэровских бугров в юго-восточной части (18 м).
Сохранились реликты лиманов, лагун, береговых валов и т. п. Самым большим и четко выраженным понижением является Даванская ложбина (палеодолина Волги). Она не имеет достаточно выраженного русла и надпойменных террас, но хорошо отмечается понижениями в виде мелких озер. Некоторые из них являются остатками древнего русла пра-Волги, в которое иногда превращалась Сарпинско-Даванская ложбина, другие представляют собой бывшие заливы и лагуны отступившего моря (например, озеро Колтан-Нур). В межгрядовой зоне бэровских бугров расположены специфические геоморфологические образования — так называемые подстепные ильмени.

## Недра
Чёрные Земли, являясь частью Прикаспийской низменности, расположены в одной из самых глубоких впадин мира, заполненной чехлом осадочных отложений мощностью до 18—22 км, недра Черных земель характеризуются исключительной сложностью геологического строения.

### Углеводородное сырьё
На Чёрных Землях разрабатывается Каспийское нефтяное месторождение с запасами 15 млн т. Действующие месторождения Черноземельского района позволяют извлекать более 200 тыс. т нефти в год. Перспективные ресурсы южной части Черных земель по данным АООТ «Ставропольнефтегеофизика» (1995) оцениваются по категории Д1 порядка 80—100 млн т.

### Полиметаллы
Чёрные Земли представляют собой уникальную полиметаллическую провинцию, содержащую стратегическое сырье — уран, титан, цирконий, серебро, золото, платиновые, редкоземельные элементы: скандий, иттрий, рений, галлий и др. Формирование залежей связано с тем, что на протяжении сотен миллионов лет осадочные породы, в том числе и редкоземельные элементы концентрировались в бессточной Прикаспийской впадине.

### Подземные воды
На территории Чёрных земель обнаружены термальные воды (до 120 градусов Цельсия).
Запасы питьевой воды на территории Черных земель ограничены. Почти все подземные источники не пригодны к использованию даже в технических целях, так как содержат высокотоксичный радионуклид — радий. Одно из крупных месторождений пресных подземных вод на Чёрных Землях находится близ п. Артезиан, однако оно содержит соединения мышьяка, устраняемые установкой соответствующих фильтров.

## Природоохранные мероприятия
В целях сохранения экосистемы Чёрных земель создана сеть особо охраняемых природных территорий. На территории Калмыкии — государственный биосферный заповедник «Чёрные земли», заказники федерального («Меклетинский») и республиканского значения («Состинский», «Тингута»), на территории подконтрольной Астраханской области — заказник «Степной»